# Santa Rita (Copán)
Santa Rita – gmina (municipio) w zachodnim Hondurasie, w departamencie Copán. W 2010 roku zamieszkana była przez ok. 29,3 tys. mieszkańców. Siedzibą administracyjną jest miejscowość Santa Rita.

## Położenie
Gmina położona jest w zachodniej części departamentu. Graniczy z 7 gminami:
- Copán Ruinas od zachodu i północy,
- El Paraíso i San Jerónimo od północy,
- Concepción i San Agustín od wschodu,
- La Unión i Cabañas od południa.

## Miejscowości
Według Narodowego Instytutu Statystycznego Hondurasu na terenie gminy położone były następujące miasteczka i wsie:

- Santa Rita
- Agua Caliente
- Buena Vista
- Campamento
- El Gobiado
- El Jaral
- El Mirador
- El Planón
- El Raizal
- El Rosario
- El Tamarindo
- Gotas de Sangre
- La Canteada
- La Casita
- La Libertad
- La Reforma
- La Unión Otuta
- Las Medias
- Las Mesas
- Los Achiotes
- Los Planes de La Brea
- Los Ranchos
- Minas de Piedras
- Mirasol
- Plan Grande
- Rastrojitos
- Río Amarillo
- Río Blanco
- San Jerónimo
- Tierra Fría 1
- Tierra Fría 2
- Vara de Cohete

## Demografia
Według danych honduraskiego Narodowego Instytutu Statystycznego na rok 2010 struktura wiekowa i płciowa ludności w gminie przedstawiała się następująco:
| Wiek       | 0–3   | 4–6   | 7–12  | 13–17 | 18–24 | 25–64 | 65+ | razem  |
| Santa Rita | 4 126 | 3 036 | 5 110 | 3 433 | 3 648 | 8 927 | 976 | 29 256 |
| Mężczyźni  | 2 052 | 1 477 | 2 532 | 1 761 | 1 906 | 4 378 | 457 | 14 562 |
| Kobiety    | 2 074 | 1 558 | 2 578 | 1 673 | 1 743 | 4 549 | 520 | 14 694 |